# 레슬리 마거리타
레슬리 마거리타(Lesli Margherita, 1973년 5월 10일 ~ )는 미국의 배우, 텔레비전 배우, 성우, 영화배우이다.
캘리포니아주에서 태어났다.

## 방송
- 세븐 세컨즈
- 홈랜드 시즌7

## 영화
- 오프닝 나이트 (2016년)
- 신데렐라 3 (2007년)
- 부기맨 2 (2007년) - 글로리아 역
- 넘버 23 (2007년)
- 더 디스트릭트 (2000년)
- 킹 오브 퀸즈 (1998년)